# Biplan Voisin
Pour les articles homonymes, voir Voisin (homonymie).
Dimensions
Le Biplan Voisin ou Voisin I ou Voisin-Farman I ou Voisin-Delagrange I ou Voisin II est le premier avion de Gabriel Voisin, fabriqué à environ 70 exemplaires par Voisin frères, de 1907 à 1911,.

## Histoire
Gabriel Voisin conçoit en 1905 le Blériot IV avec Louis Blériot, avant de se séparer et de racheter l'atelier de ce dernier du 36 bld Gambetta à Issy-les-Moulineaux, pour créer en 1906 l'industrie d'avion Voisin frères avec son frère Charles Voisin, à l'époque des premiers Ader Avion III (1897), Esnault-Pelterie REP1 (1906), 14-bis (1906), et Demoiselle (1907)... 

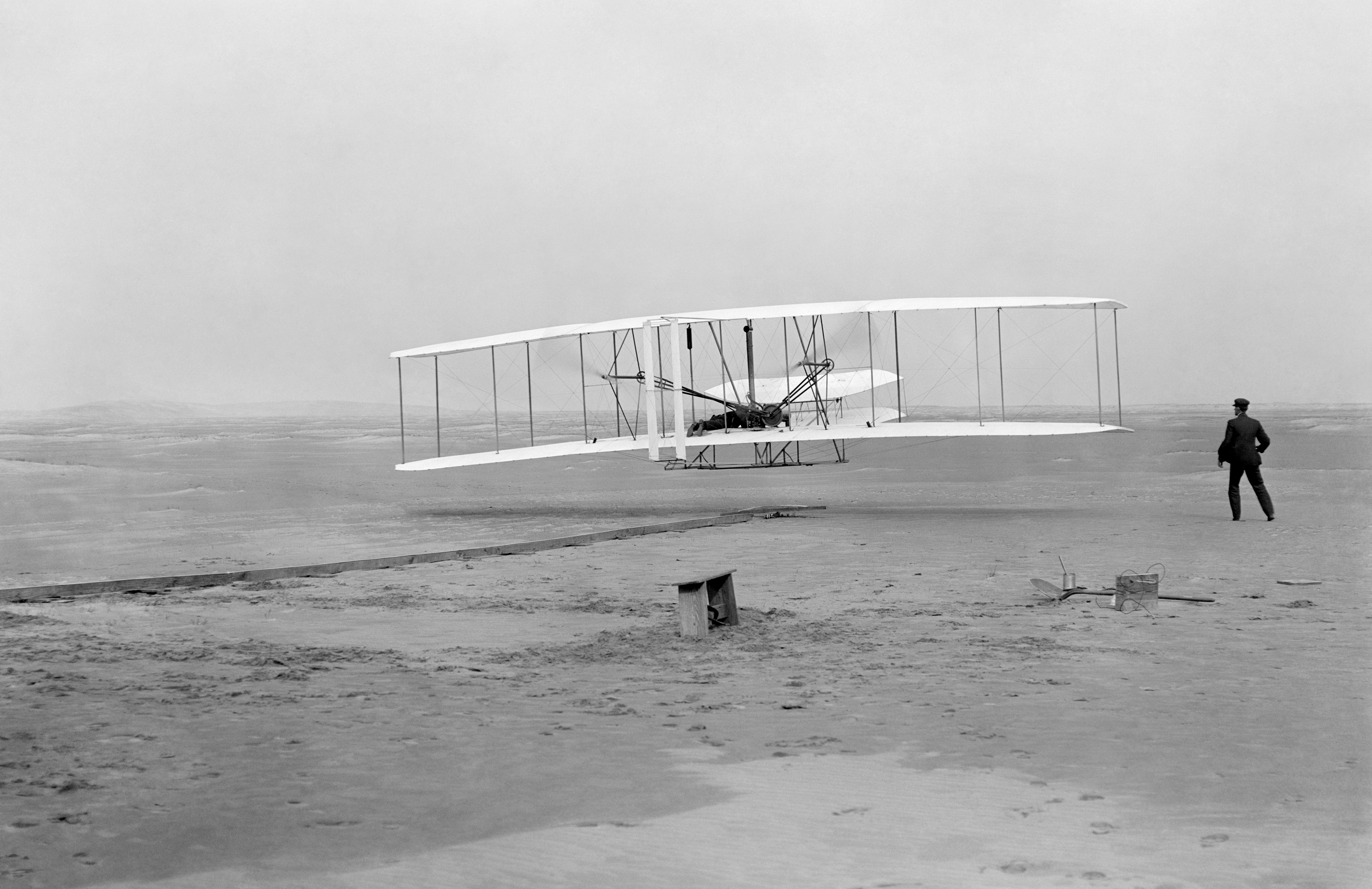
Wright Flyer, des frères Wright, de 1903
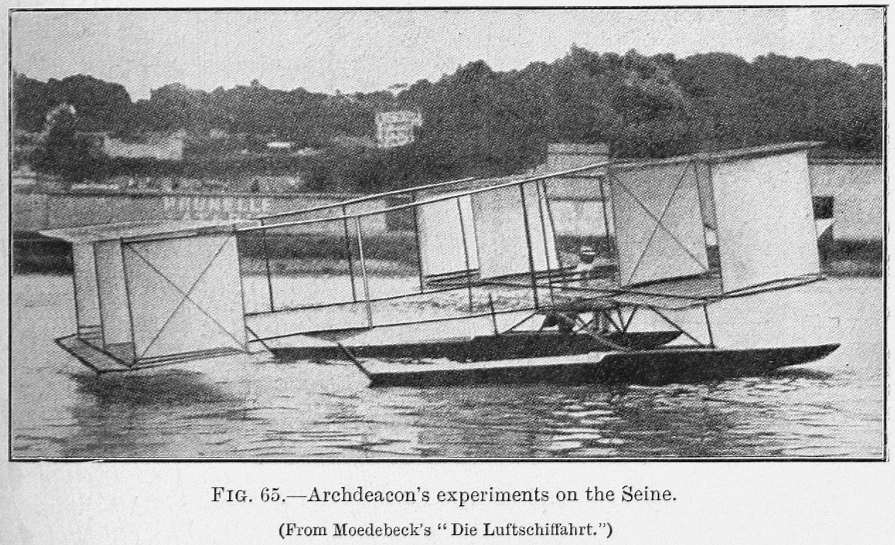
Premier hydro-planeur Archdeacon-Voisin de 1905.
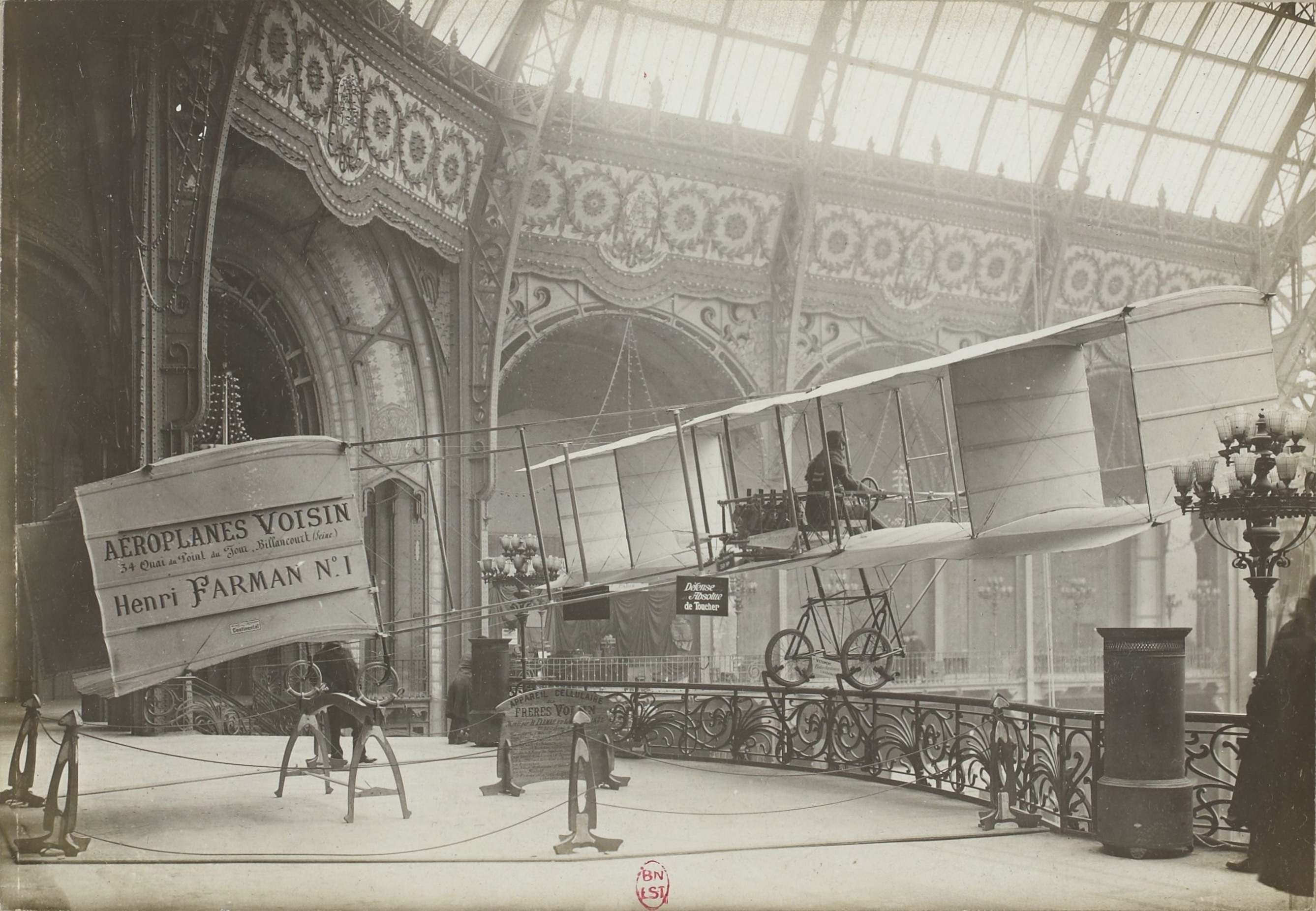
Biplan Voisin, type farman I au salon de Paris 1908.

Gabriel Voisin conçoit alors ce premier avion avec l'aide d'Ernest Archdeacon (fondateur de l’Aéro-Club de France) et Maurice Colliex, en exploitant le brevet américain du Wright Flyer (premier vol historique de 37 m des frères Wright de 1903 aux États-Unis). Ce biplan de type avion-canard de 10 m d'envergure, est dans un premier temps un hydro-planeur Archdeacon-Voisin sans moteur, dont les premiers essais de vol ont lieu sur la Seine à Boulogne-Billancourt, le 8 juin 1905, avec un vol d'environ 600 m à environ 20 m d'altitude, tiré par un bateau runabout Antoinette piloté par Alphonse Tellier. Léon Levavasseur leur fournit alors ses moteurs Antoinette 8V de 50 ch d'avions à hélice propulsive, pour 55 km/h de vitesse de pointe. Les premiers exemplaires de l'avion sont nommés d’après le nom de leurs clients-pilotes Ernest Archdeacon, Léon Delagrange et Henri Farman (planeur Archdeacon-Voisin, Voisin-Delagrange I, ou Voisin-Farman I...).  

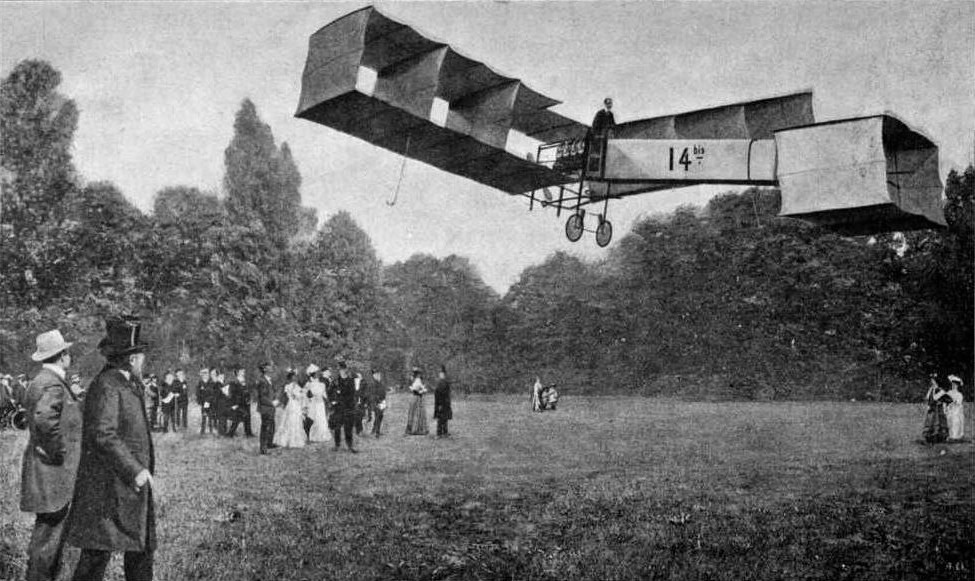
14-bis d'Alberto Santos-Dumont, de 1906
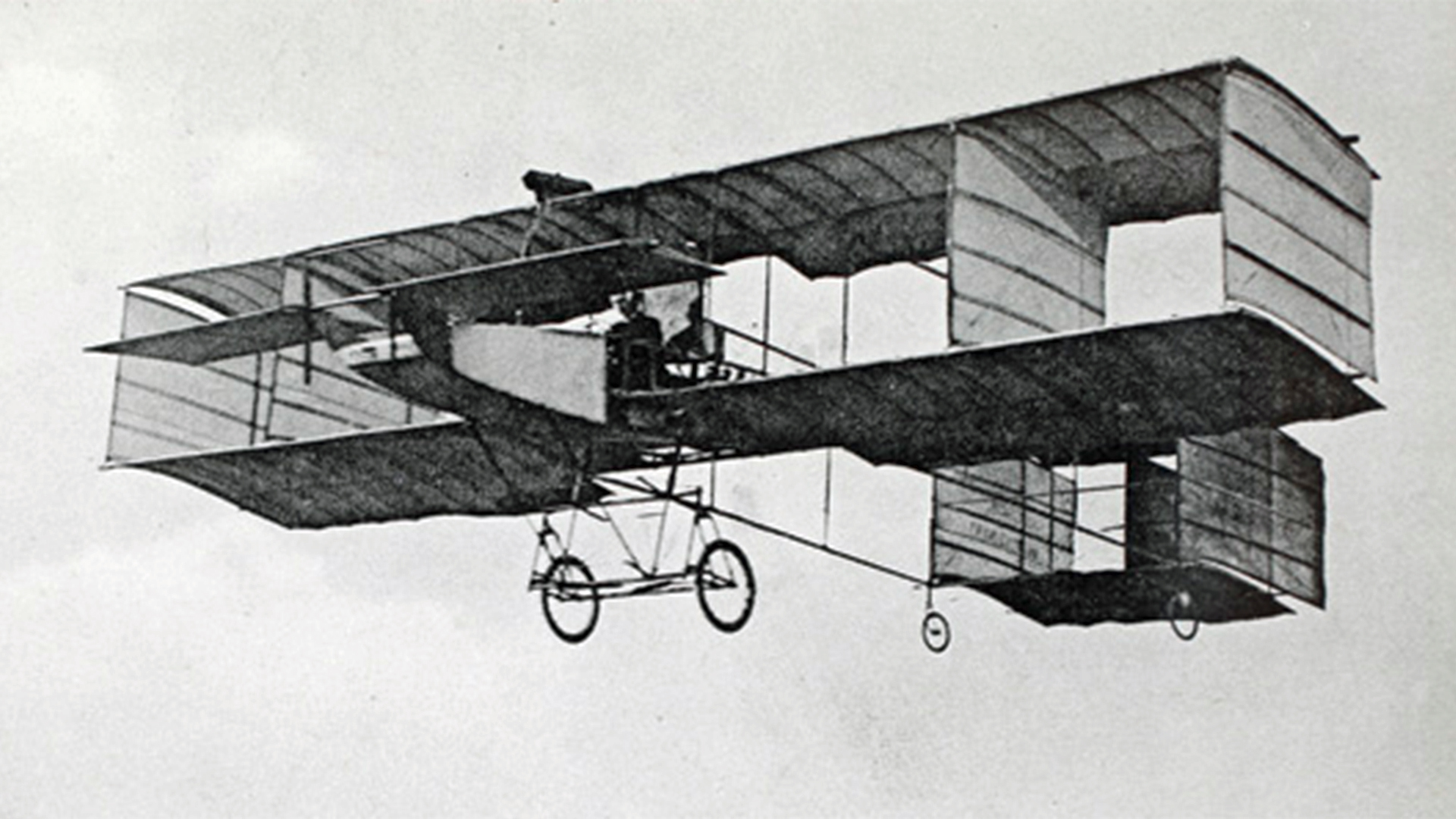
Voisin-Delagrange II, le 6 september 1908.

Alberto Santos-Dumont leur confie alors la fabrication de son 14-bis de 1906, également motorisé par un moteur Antoinette 8V de 50 ch (premier vol d'avion français « plus lourd que l'air » de l'histoire de l'aviation, du 12 novembre 1906).

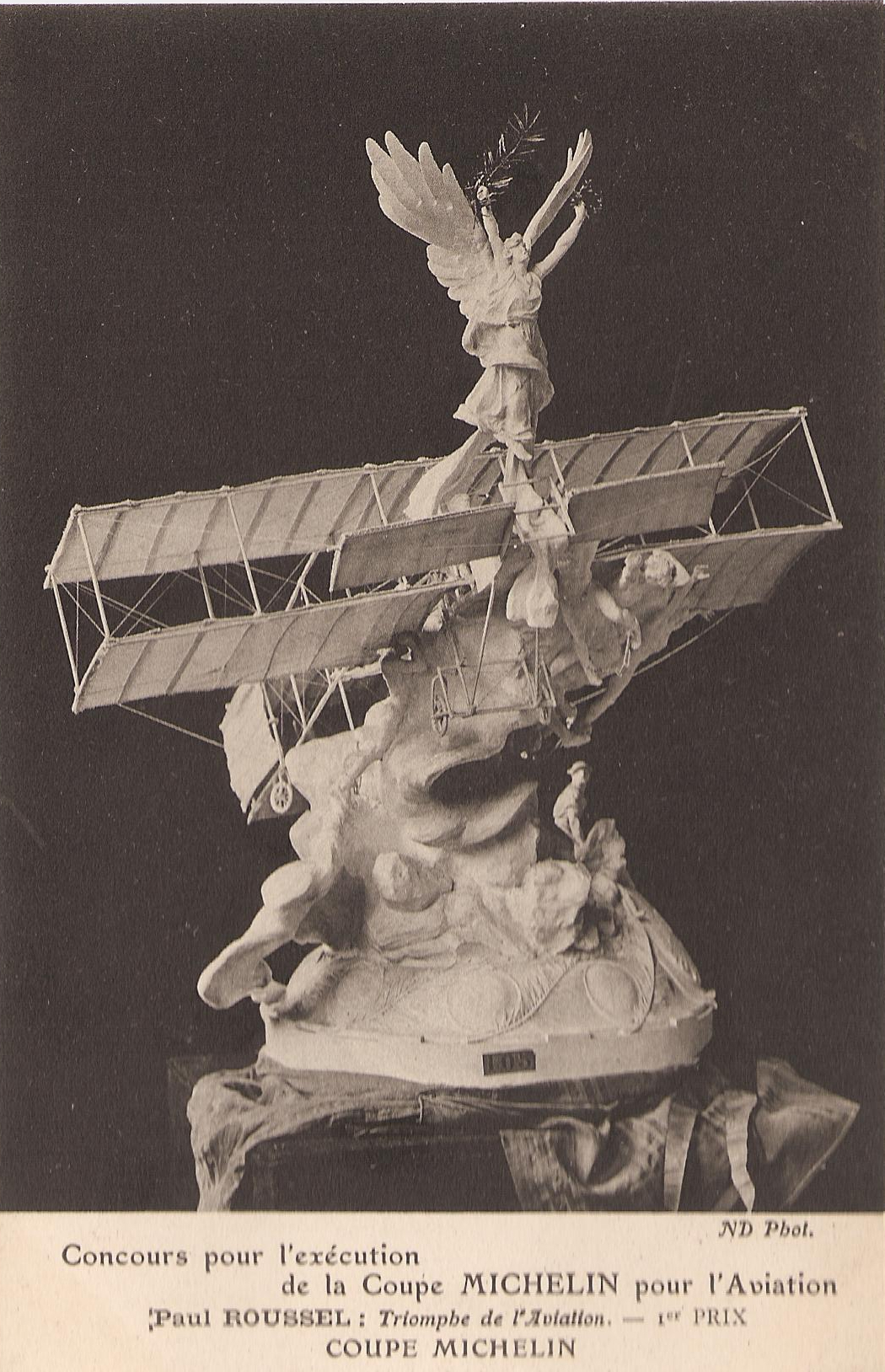
Trophée initial Triomphe de l'Aviation de 1909, de la Coupe Michelin Internationale

### Premier vol

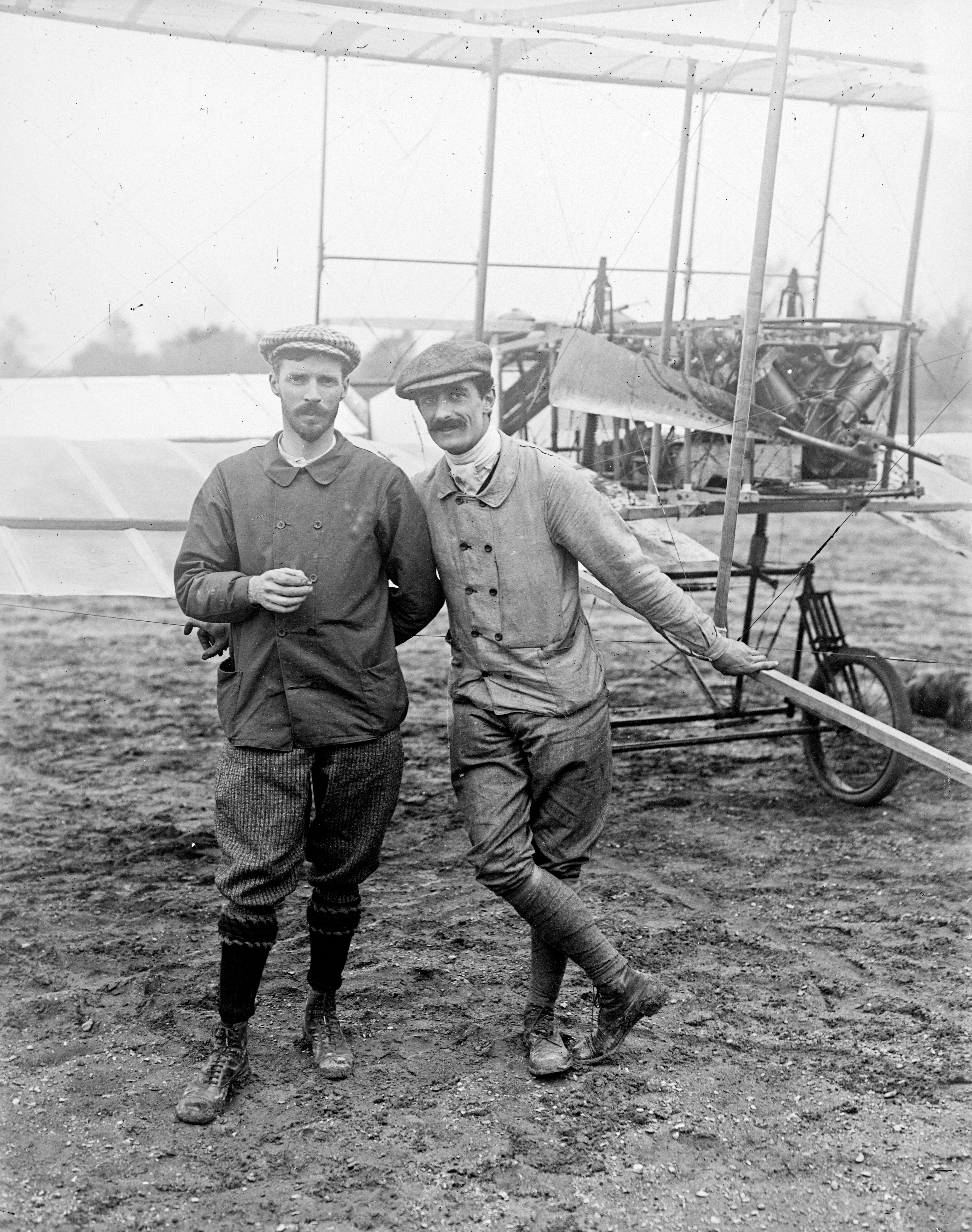
Voisin-Farman I, avec Henri Farman et Gabriel Voisin en 1907.

Charles Voisin accomplit son premier vol d'essai motorisé, de 10 m, avec son Voisin-Farman I, le 15 mars 1907 au parc de Bagatelle du 16e arrondissement de Paris, puis un vol réussi de 60 m à 4 m d'altitude le 30 mars 1907 avec le Voisin-Delagrange I de son client Léon Delagrange. 
L'avion est exposé avec succès au 1er salon de l’aéronautique du Grand Palais de Paris de 1908, en même temps que le Demoiselle d'Alberto Santos-Dumont. 
Henri Farman réalise de nombreuses modifications de son Voisin-Farman I bis, avant de fonder son industrie Avions Farman de 1908, avec son premier Farman III de 1909. Il effectue entre autres le premier vol motorisé reconnu au monde sur 1 km en circuit fermé, avec son Voisin-Farman I, du 13 janvier 1908, du Grand Prix d'aviation d'Henry Deutsch de la Meurthe, puis bat le record de vitesse aérien de 52,7 km/h le 26 octobre 1907, sur l'aérodrome d'Issy-les-Moulineaux... 

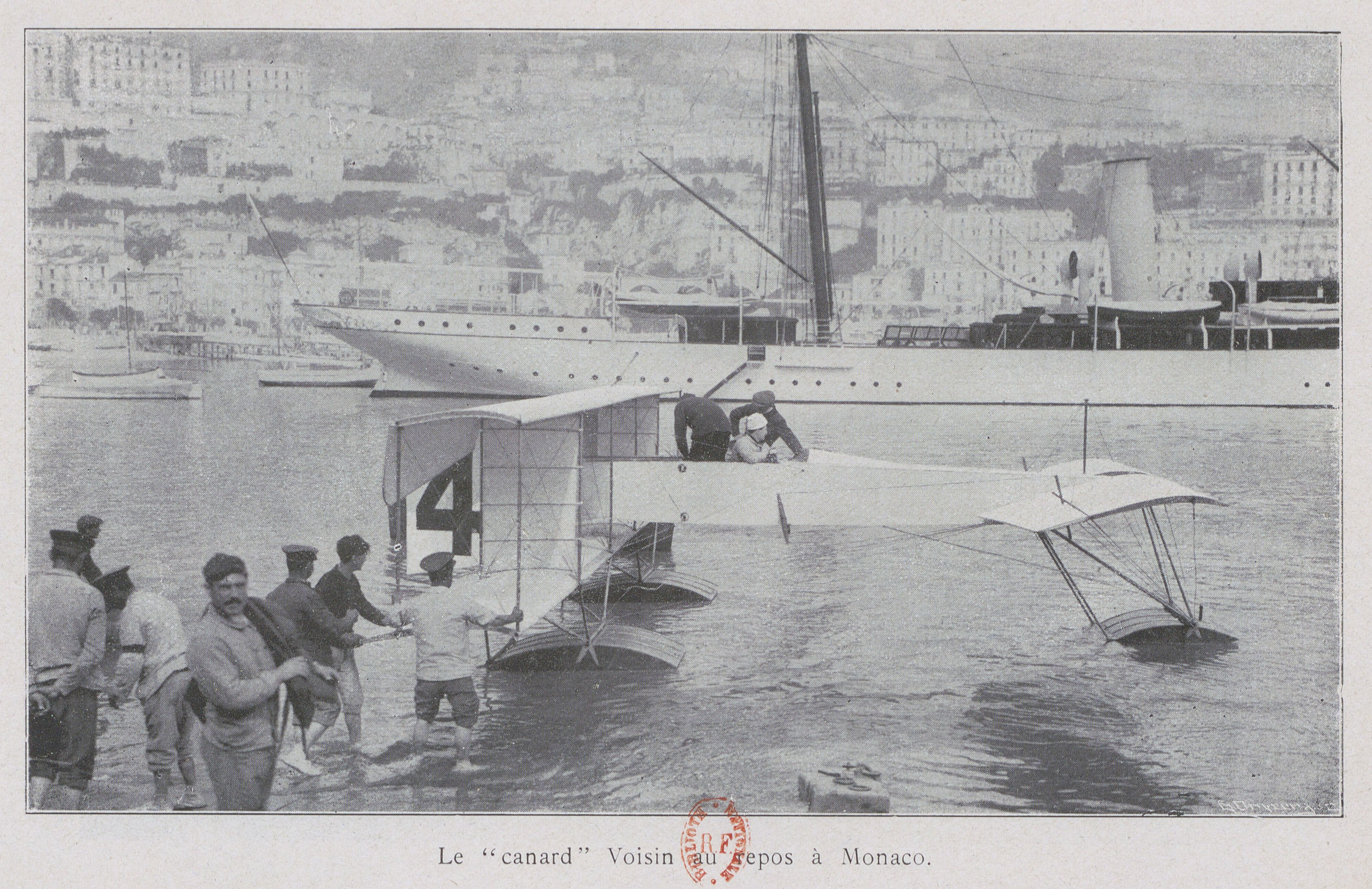
Hydravion Canard Voisin de 1911, au port Hercule de Monaco.

Le Canard Voisin est une variante hydravion de 1911 (et du premier hydro-planeur Archdeacon-Voisin précédent de 1905) à moteur en étoile Anzani de 60 ch. Le Voisin III lui succède en 1914 en tant qu'avion de la Première Guerre mondiale.

## Quelques pilotes
- Léon Delagrange, Henri Farman, Ernest Archdeacon, Maurice Colliex, Armand Zipfel, Élisa Deroche, Henry Kapférer, Albert Kimmerling, Henri Brégi, Edmond Poillot, Louis Paulhan, Ferdinand Ferber, Paul Rugère, Jean Gobron …